# Bandh

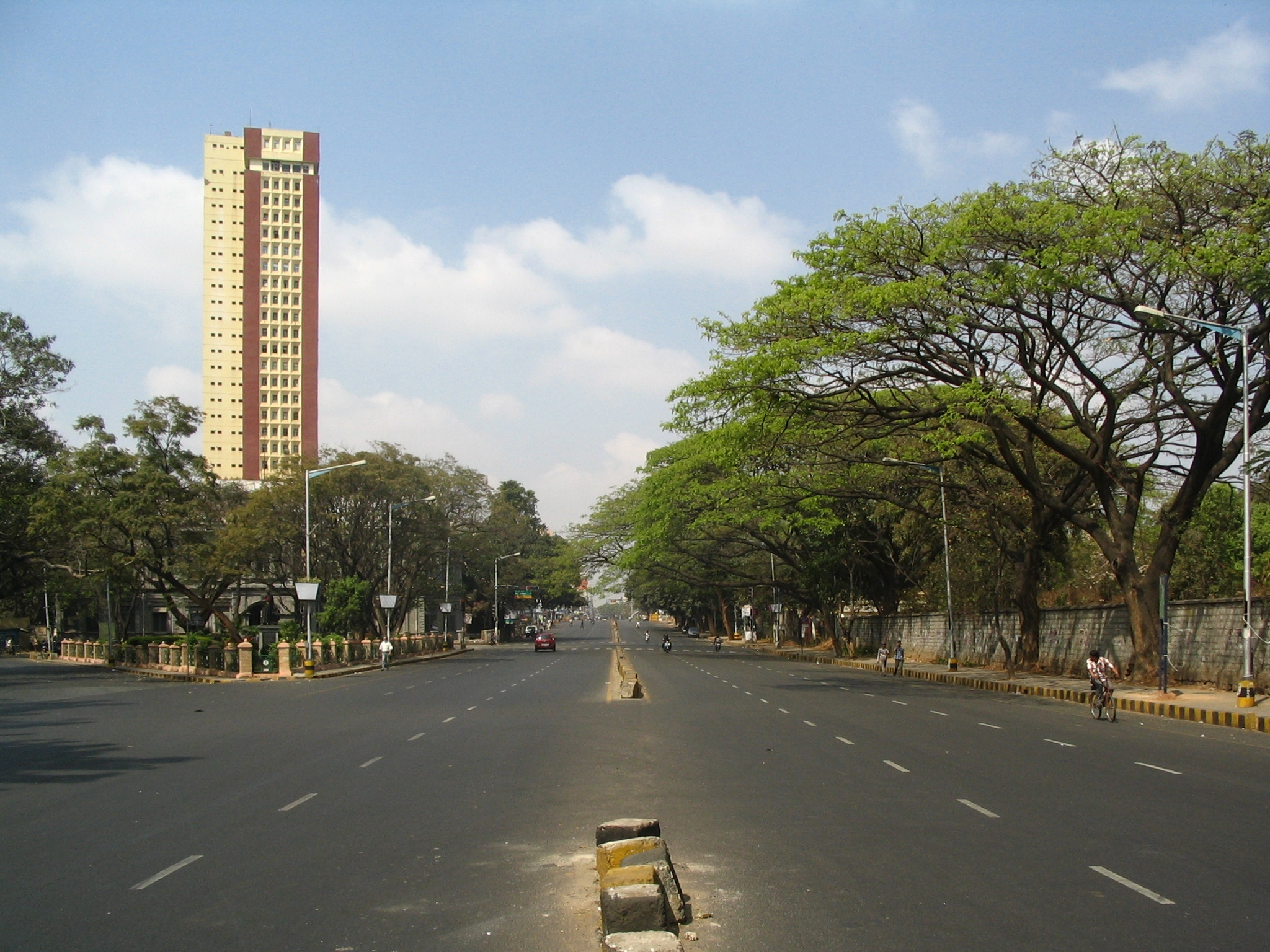
MG Road, ulica w Bangalur, opustoszała po ogłoszeniu bandhu

Bandh (hindi बंद – „zamknięty”) – forma strajku lub protestu, popularna w Indiach i Nepalu, polegająca na zaprzestaniu zwykłej działalności, czasem również na niewychodzeniu z domu.
Teoretycznie uczestnictwo w bandhu powinno być dobrowolne, lecz w praktyce partie polityczne często wymuszają zamykanie sklepów i zatrzymanie komunikacji miejskiej.